# Salvador Puntí i Puntí
Salvador Puntí i Puntí (Vic, 1909 – 1970) fou un escultor tallista i dibuixant. Artista que tallà un bon nombre de peces per a temples de Vic i comarca d'Osona Com a dibuixant traçut es dedicà a la il·lustració. Entrà de professors de dibuix al Seminari durant l'any 1965 i hi ensenyà fins que els seminaristes es traslladaren a Barcelona. A més del seu taller privat, on també tenia un estol de petits aprenents d'art, va ser professors de diverses escoles de la ciutat, com ara l'Acadèmia Maurici Izern, l'Escola del Magisteri de l'Església del Seminari de Vic (1954-1964) i l'Escola del Magisteri de l'Església Balmes.